# KB Karlskoga
KB Karlskoga är en svensk fotbollsklubb i Karlskoga som bildades 1963 genom en sammanslagning av IFK Bofors och Karlskoga IF. Klubben spelar 2023 i division 3 Västra Svealand. Hemmaplan är Nobelstadion.

## Historik
1943 bestämde sig IFK Bofors, som också hade fotboll samt några andra sporter på programmet, att börja med ishockey. IFK Bofors slogs 1963 samman med Karlskoga IF, och fick formellt namnet IF Karlskoga/Bofors, i folkmun oftast KB 63 eller KB Karlskoga. 1978 bildade hockeysektionenen en egen klubb, Bofors IK som spelar i hockeyallsvenskan.
Profiler som spelat i KB Karlskoga: Sven-Göran Eriksson, Tord Grip, Lars Heineman, Daniel Tjernström, Henrik Berger, Pär Karlsson, Mark Selmer, Patrik Werner, Leif Olsson, Alexander Andersson, Jonas Lindskog, Martin Broberg
| År   | Division                 | Placering | Kommentar |
| ---- | ------------------------ | --------- | --- |
| 1963 | Div III Västra Svealand  | 9 & 10    | Karlskoga IF kom 9:a och IFK Bofors kom 10:a (nedflyttning). Klubbarna slogs ihop                                       |
| 1964 | Div III Västra Svealand  | 1         | Uppflyttade |
| 1965 | Div II Svealand          | 11        | Nedflyttade |
| 1966 | Div III Västra Svealand  | 2         | |
| 1967 | Div III Västra Svealand  | 1         | Uppflyttade |
| 1968 | Div II Svealand          | 10        | Nedflyttade |
| 1969 | Div III Västra Svealand  | 1         | Uppflyttade |
| 1970 | Div II Norra Götaland    | 2         | |
| 1971 | Div II Norra Götaland    | 6         | |
| 1972 | Div II Mellersta         | 8         | |
| 1973 | Div II Norra             | 6         | |
| 1974 | Div II Norra             | 6         | |
| 1975 | Div II Södra             | 7         | |
| 1976 | Div II Södra             | 9         | |
| 1977 | Div II Norra             | 13        | Nedflyttade |
| 1978 | Div III Västra Svealand  | 2         | |
| 1979 | Div III Västra Svealand  | 5         | |
| 1980 | Div III Västra Svealand  | 7         | |
| 1981 | Div III Västra Svealand  | 2         | |
| 1982 | Div III Västra Svealand  | 6         | |
| 1983 | Div III Västra Svealand  | 10        | Nedflyttade |
| 1984 | Div IV Värmland          | 3         | |
| 1985 | Div IV Värmland          | 1         | Uppflyttade |
| 1986 | Div III Västra Svealand  | 8         | Nedflyttade till "nya" Division 3 Första året med officiella namnet KB Karlskoga (Tidigare var det IF Karlskoga/Bofors) |
| 1987 | Div 3 Västra Svealand    | 2         | |
| 1988 | Div 3 Västra Svealand    | 8         | |
| 1989 | Div 3 Västra Svealand    | 1         | Uppflyttade |
| 1990 | Div 2 Västra             | 5         | |
| 1991 | Div 2 Mellersta Svealand | 2         | Kvalplats. Kom 4:a av 6 lag i Kvalettan Norra                                                                           |
| 1992 | Div 2 Mellersta Svealand | 4         | Kom sedan 4:a i Hösttvåan Västra Svealand                                                                               |
| 1993 | Div 2 Västra Svealand    | 12        | Nedflyttade |
| 1994 | Div 3 Västra Svealand    | 8         | |
| 1995 | Div 3 Västra Svealand    | 8         | |
| 1996 | Div 3 Västra Svealand    | 7         | |
| 1997 | Div 3 Västra Svealand    | 8         | |
| 1998 | Div 3 Västra Svealand    | 2         | Kvalplats. Förlorade kvalet efter straffar mot IFK Västerås men flyttades upp då Hertzöga drog sig ur serien            |
| 1999 | Div 2 Västra Svealand    | 8         | |
| 2000 | Div 2 Västra Svealand    | 6         | |
| 2001 | Div 2 Västra Svealand    | 11        | Nedflyttade |
| 2002 | Div 3 Västra Svealand    | 8         | |
| 2003 | Div 3 Västra Svealand    | 11        | Nedflyttade |
| 2004 | Div 4 Värmland           | 2         | Kvalplats. Kom trea i kvalet och blev kvar i 4:an                                                                       |
| 2005 | Div 4 Värmland           | 1         | Uppflyttade |
| 2006 | Div 3 Västra Svealand    | 1         | Uppflyttade |
| 2007 | Div 2 Östra Svealand     | 9         | |
| 2008 | Div 2 Östra Svealand     | 7         | |
| 2009 | Div 2 Östra Götaland     | 6         | |
| 2010 | Div 2 Västra Götaland    | 5         | |
| 2011 | Div 2 Norra Götaland     | 10        | Kvalplats. Vann kval över Fässbergs IF med 6-5 sammanlagt och blev kvar i 2:an                                          |
| 2012 | Div 2 Södra Svealand     | 11        | Nedflyttade |
| 2013 | Div 3 Västra Svealand    | 2         | Kvalplats. Kom tvåa i kvalet och blev uppflyttade                                                                       |
| 2014 | Div 2 Södra Svealand     | 14        | Nedflyttade |
| 2015 | Div 3 Västra Svealand    | 7         | |
| 2016 | Div 3 Västra Svealand    | 3         | |
| 2017 | Div 3 Västra Svealand    | 10        | Nedflyttade |
| 2018 | Div 4 Värmland           | 3         | |
| 2019 | Div 4 Värmland           | 2         | Kvalplats. Kom tvåa i kvalgruppen och blir kvar i 4:an                                                                  |
| 2020 | Div 4 Värmland           | 3         | |
| 2021 | Div 4 Värmland           | 2         | |
| 2022 | Div 4 Värmland           | 1         | Uppflyttade |
| 2023 | Div 3 Västra Svealand    | 10        | Nedflyttade |
| 2024 | Div 4 Värmland           | 1         | Uppflyttade |

## Nutid
KB Karlskoga tog steget upp från Division 4 Värmland säsongen 2024 och spelar 2025 i Division 3 Mellersta Svealand

## Spelartruppen 2020
| Nummer | Land    | Spelare                | Födelsedatum     | Kom från | Moderklubb | Position    |
|        |         |                        |                  |          |            |             |
| 1      | Sverige | Vladislav Mitev        |                  |          |            |             |
| 31     | Sverige | Daniel Kilestad        |                  |          |            |             |
|        | Sverige | Alexander Brattlöf     |                  |          |            |             |
|        | Sverige | Marcus Olsson          |                  |          |            |             |
|        | Sverige | Andreas Gunnarsson     |                  |          |            |             |
| 5      | Sverige | Kim Selmer             | 27 november 1987 |          |            | Back        |
|        | Sverige | Mattias Persson        |                  |          |            |             |
|        | Sverige | Berk Turgay            |                  |          |            |             |
|        | Sverige | Alexander Hjärpe       |                  |          |            |             |
|        | Sverige | Tim Vestman            |                  |          |            |             |
|        | Sverige | Alexander Ahlman       |                  |          |            |             |
| 7      | Sverige | Max Selmer             | 5 oktober 1992   |          |            | Mittfältare |
|        | Sverige | Andreas Hermansson     |                  |          |            |             |
|        | Sverige | Eric Karlsson          |                  |          |            |             |
|        | Sverige | Fredrik Ahlman Berger  |                  |          |            |             |
|        | Sverige | Marcus Hedlund         |                  |          |            |             |
| 12     | Sverige | Benjamin Hunter        | 5 mars 2000      |          |            | Mittfältare |
|        | Sverige | Marcus "Nille" Nilsson |                  |          |            |             |
|        | Sverige | Jalal Jaemz            |                  |          |            |             |
|        | Sverige | Jesper Sjöblom         |                  |          |            |             |
|        | Sverige | Hugo Worrings Höglund  |                  |          |            |             |
|        | Sverige | Anton Edström          |                  |          |            |             |